# Grb Občine Sodražica
Grb Občine Sodražica je upodobljen na poznogotskem ščitu s konico. Na zelenem polju ščita je zlato sito, ki ima reto v obliki šestkotnega prepleta.

## Nekdanji grb
Nekdanji grb, ki je bil v veljavi od ustanovitve občine do 31. januarja 2020 je bil upodobljen na ščitu s polkrožnim zaključkom. Na zeleni podlagi grba je kot osnovni motiv upodobljena prepletena mreža reta zlate barve, ki s svojimi zaključki ustvarja diagonalni rez. Bel trak na zunanjem delu ščita je obrobljen s črno obrobo služi kot grbovni okras.